# Anton Doroszenko
Anton Doroszenko ( 1948) es un botánico inglés. Es un especialista en Tesauro CAB (herramienta principal para la denominación, clasificación y gestión de metadatos de bases de datos y productos de información CABI). Ha trabajado en publicaciones científicas y gestión de la información desde 1984. En 2008, se convirtió en director Tesauro CAB, siendo un taxónomo vegetal, por formación.
Obtuvo su doctorado por la Universidad de Edimburgo.

## Algunas publicaciones
- p.d. Cantino, a. Doroszenko. 1998. Obtegomeria (Lamiaceae), a new genus from South America. Novon 8: 1-3

## Honores
- La abreviatura «Doroszenko» se emplea para indicar a Anton Doroszenko como autoridad en la descripción y clasificación científica de los vegetales.[4]